# Pachnobia veruta
Pachnobia veruta är en fjärilsart som beskrevs av Corti och Max Wilhelm Karl Draudt 1933. Pachnobia veruta ingår i släktet Pachnobia och familjen nattflyn. Inga underarter finns listade i Catalogue of Life.